# Cuangar
Cuangar – miasto w Angoli, w prowincji Cuando-Cubango.